# Doron Leidner
Doron Leidner (en hébreu : דורון ליידנר), né le 26 avril 2002 à Rishon LeZion en Israël, est un footballeur international israélien, qui évolue au poste d'arrière gauche à l'Hapoël Tel Aviv FC, en prêt de l'Olympiakos.

## Biographie

### En club
Né  à Rishon LeZion en Israël, Doron Leidner est formé par l'Hapoël Tel-Aviv FC. Il joue son premier match avec ce club, le 30 mai 2020, lors d'une rencontre de championnat face au Maccabi Haïfa. Il est titularisé et son équipe s'impose par deux buts à un.
Le 28 août 2021, Leidner inscrit son premier but en professionnel, contre le FC Ashdod. Titulaire, il participe à la victoire de son équipe en ouvrant le score (2-1 score final).
Le 29 juillet 2022, Doron Leidner s'engage en faveur de l'Olympiakos Le Pirée. Il signe un contrat courant jusqu'en juin 2026.
Le 19 janvier 2023, lors du mercato hivernal, Leidner est prêté en Autriche, au FK Austria Vienne jusqu'à la fin de la saison.

### En sélection
Doron Leidner joue son premier match avec l'équipe d'Israël espoirs le 2 septembre 2021 contre la Hongrie. Il est titularisé et son équipe l'emporte par deux buts à un.
Le 5 novembre 2021, Doron Leidner est convoqué pour la première fois avec l'équipe nationale d'Israël. Il ne joue aucun match lors de ce rassemblement. Leidner honore finalement sa première sélection le 2 juin 2022, lors d'un match contre l'Islande. Titulaire, il se fait notamment remarquer en délivrant une passe décisive pour Shon Weissman, et les deux équipes se neutralisent (2-2 score final).